# Pintac
Pintac är en kommun i departementet Hautes-Pyrénées i regionen Occitanien i sydvästra Frankrike. Kommunen ligger i kantonen Bordères-sur-l'Échez som tillhör arrondissementet Tarbes. År 2022 hade Pintac 22 invånare.

## Befolkningsutveckling
Antalet invånare i kommunen Pintac
| Referens: INSEE |